# Anastassija Jermakowa (Leichtathletin)
Anastassija Jewgenjewna Jermakowa (russisch Анастасия Евгеньевна Ермакова; * 25. Juni 2000 in Yangiyer, Usbekistan) ist eine kasachische Leichtathletin, die sich auf den Stabhochsprung spezialisiert hat und in dieser Disziplin 2018 Hallenasienmeisterin wurde.

## Sportliche Laufbahn
Erste internationale Erfahrungen sammelte Anastassija Jermakowa bei den Jugendasienmeisterschaften 2017 in Bangkok, bei denen sie mit übersprungenen 3,70 m den vierten Platz belegte. Im Jahr darauf siegte sie überraschend mit derselben Höhe bei den Hallenasienmeisterschaften in Teheran und gewann bei den Juniorenasienmeisterschaften in Gifu mit 3,60 m die Silbermedaille. 2021 siegte sie mit 4,00 m beim Qosanov Memorial und im Jahr darauf siegte sie dort mit 4,20 m. 2023 gelangte sie dann bei den Hallenasienmeisterschaften in Astana mit 3,80 m auf Rang fünf. Im Juli wurde sie bei den Freiluftmeisterschaften in Bangkok mit 3,80 m Sechste und belegte dann im Oktober bei den Asienspielen in Hangzhou mit 4,10 m den fünften Platz. Im Jahr darauf blieb sie bei den Hallenasienmeisterschaften in Teheran ohne eine gültige Höhe.
In den Jahren 2017 und von 2021 bis 2023 wurde Jermakowa Kasachische Meisterin im Stabhochsprung im Freien sowie 2018 und von 2021 bis 2024 in der Halle.

## Persönliche Bestleistungen
- Stabhochsprung: 4,20 m, 26. Juni 2022 in Almaty (kasachischer Rekord)
  - Stabhochsprung (Halle): 4,10 m, 19. Februar 2021 in Öskemen